# Черноногая лептура
Черноногая лептура (Lepturalia nigripes) — вид жесткокрылых из семейства усачей. Единственный вид рода Lepturalia.

## Описание
Жук длиной 13—18 мм, имеет чёрную окраску, надкрылья жёлто-бурые (изредка красные). Надкрылья на вершине тупо округлённые. Переднеспинка в стоячих волосках.

## Экология
Обитает в лесной зоне и лесостепи. Встретить можно на берёзе (Betula).

## Подвиды
Выделяют два подвида
- Lepturalia nigripes nigripes DeGeer, 1775
- Lepturalia nigripes rufipennis Blessig, 1873

## Распространение
Встречается в Европе, Сибири и Казахстане.